# Tessa d’Urberville

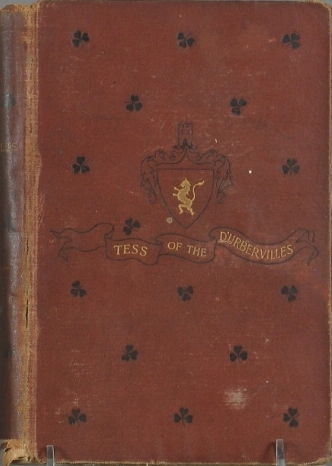
Okładka pierwszego wydania powieści

Tessa d’Urberville. Historia kobiety czystej (oryg. ang. Tess of the d’Urbervilles: a pure woman) – powieść autorstwa Thomasa Hardy’ego. Po raz pierwszy ukazała się w odcinkach na łamach tygodnika „Graphic” w 1891 roku.

## Okoliczności powstania utworu
Podobnie jak w przypadku większości innych dzieł Hardy’ego, Tessa d’Urberville została napisana na zamówienie. W 1887 wydawnictwo W. Tillotsona, publikujące szereg lokalnych gazet angielskich, zamówiło u pisarza powieść w odcinkach. Hardy przystąpił do pracy jednak dopiero w roku następnym. Powstającą powieść zatytułował wstępnie Ciało i dusza Sue, następnie zmienił tytuł roboczy na Zbyt późno, ukochana. Kreując postać głównej bohaterki, Hardy rozważał nadanie jej imienia Sue, Cis i Rose Mary, zanim ostatecznie zdecydował się na imię Tessa. W połowie 1889 pisarz przesłał rękopis do wydawcy, jednak ten uznał powstałe dzieło za przesadnie śmiałe obyczajowo i odmówił jego publikacji. Hardy podjął wówczas negocjacje z kilkoma pismami równocześnie, ostatecznie sprzedając powieść tygodnikowi „Graphic”. Pismo to wydrukowało powieść w 24 odcinkach między lipcem a grudniem 1891. W tym samym roku Tessa d’Urberville została wydana w wersji książkowej przez wydawnictwo Osgood. 
Hardy wykorzystał w utworze szereg znanych mu anegdot, przeczytanych w prasie wiadomości i własnych wspomnień. Nazwisko głównej bohaterki nawiązuje do autentycznego rodu Turberville, której grobowce, opisane w powieści jako groby d’Urberville’ów, znajdują się w Bere Regis k. Dorchesteru (powieściowe Kingsbere). Przekonanie rodziny Durbeyfield o pochodzeniu od znakomitego rodu o wielowiekowej historii stanowi odbicie jednej z rodzinnych legend rodziny pisarza. Z kolei zakończenie utworu i śmierć Tessy nawiązuje do osobistego doświadczenia autora, który w młodości był świadkiem publicznej egzekucji Marthy Brown, zabójczyni swojego męża – jednego z ostatnich przypadków publicznego wymierzania kary śmierci w Dorchesterze.

## Treść

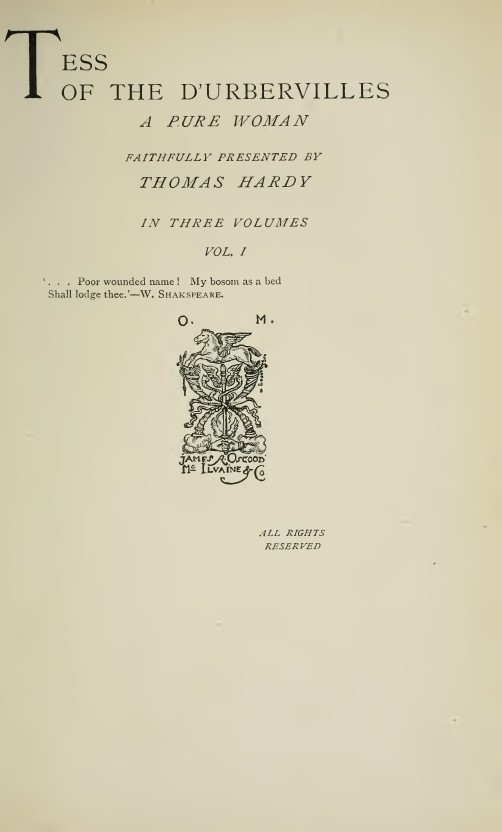
Tess d’Urbervilles

### Okres IDziewczyna
Akcja utworu rozgrywa się w angielskim Wessex. John Durbeyfield, przekupień, prowadzi ubogie życie we wsi Marlott razem ze swoimi dziećmi, z których najstarsza jest córka Tessa. Pewnego dnia pastor Tringham oznajmia Johnowi, że w czasie prowadzonych przez siebie prywatnych badań genealogicznych ustalił, że Durbeyfieldowie są w rzeczywistości zubożałymi potomkami słynnego rodu d’Urberville. Pod wpływem wieści o znakomitym pochodzeniu zachowanie Johna ulega natychmiastowej zmianie. W tym samym czasie Tessa uczestniczy w tradycyjnej wiosennej zabawie tanecznej, w czasie której przypadkowo spotyka syna pastora Jamesa Clare’a, Angela. Młodzieniec, przechodząc przypadkowo przez wieś, włącza się do tańca. W ostatniej chwili, gdy ma już odejść, dostrzega piękną Tessę i żałuje, że to nie ją wybrał jako partnerkę. Również dziewczyna zapamiętuje twarz nieznanego jej młodego mężczyzny.
Świętując w karczmie wieść o swoim znakomitym pochodzeniu, John Durbeyfield upija się i nie jest w stanie udać się następnej nocy na targ. Tessa postanawia zastąpić ojca, lecz zasypia w drodze i przyczynia się do wypadku, którego ofiarą pada koń Durbeyfieldów. Czując się odpowiedzialna za to zdarzenie, dziewczyna, mimo złych przeczuć, przyjmuje propozycję ojca, by udać się do pobliskiego Trantridge i spotkać się z zamożną wdową d’Urberville, przedstawić się jako daleka krewna i uzyskać pomoc finansową lub też pozostać w jej domu na stałe. Durbeyfieldowie nie zdają sobie sprawy z faktu, że rzekoma d’Urberville jest w rzeczywistości wdową po Simonie Stoke'u, przedsiębiorcy, który jedynie kupił tytuł szlachecki i przyjął nazwisko wymarłej, sławnej w przeszłości rodziny. Na miejscu Tessa spotyka syna wdowy, Aleca, który, zachwycony jej urodą, zdobywa dla niej pracę we dworze. Zaczyna też zalecać się do niedoświadczonej życiowo dziewczyny. Chociaż Tessa broni się przed uwodzeniem, z poczucia obowiązku wobec rodziny nie chce porzucić pracy. Pewnego dnia, gdy dziewczyna wraca z zabawy we wsi i zostaje zaczepiona przez byłą kochankę Aleca, sam mężczyzna proponuje jej wspólny powrót do dworu na jego koniu. Zamiast jednak przywieźć dziewczynę na miejsce, wywozi ją do lasu, a następnie gwałci.

### Okres IIJuż nie dziewczyna
Tessa zachodzi w ciążę i opuszcza dom pani d’Urberville. Wraca do rodzinnej wsi, gdzie przychodzi na świat jej syn. Chorowite dziecko umiera jednak po dwóch latach. Ostatniej nocy jego życia Tessa sama chrzci synka, gdyż pastor nie zgodził się ich przyjąć. Następnie chowa synka, nazwanego Smutek (z ang. sorrow), w niepoświęconej ziemi.

### Okres IIIOdrodzenie
Pragnąc rozpocząć życie od nowa, dwa lata po śmierci synka Tessa opuszcza rodzinną wioskę i zatrudnia się jako dójka na farmie państwa Crick w Talbothays, gdzie nikt nie wie o jej przeszłości. Zaprzyjaźnia się z innymi dziewczętami pracującymi w podobnym charakterze – Izą, Marianną i Retty. Wszystkie trzy skrycie kochają się w Angelu Clare, który wbrew życzeniom swojego ojca nie chciał studiować teologii, lecz postanowił zbliżyć się do prostego ludu i zarabiać na życie jako rolnik. Na farmie pragnie nauczyć się prowadzenia gospodarstwa. Rozpoznaje w Tessie dziewczynę, która zwróciła jego uwagę na zabawie tanecznej i z wzajemnością zakochuje się w niej. 

### Okres IVNastępstwa
Angel Clare informuje rodzinę o zamiarze poślubienia wiejskiej dziewczyny, która jego zdaniem będzie odpowiedniejszą towarzyszką dla rolnika niż sugerowana mu narzeczona, katechetka Mercy Chant. Po powrocie do Talbothays oświadcza się. Tessa długo odrzuca jego propozycję małżeństwa, twierdząc, że kocha go, lecz nie ma prawa go poślubić. Pragnie opowiedzieć mu o swojej przeszłości, jednak brakuje jej odwagi – ostatecznie opowiada Angelowi tylko o swoim domniemanym arystokratycznym pochodzeniu (Angel Clare wielokrotnie podkreślał, że pragnie mieć żonę wywodzącą się z ludu), następnie zaś oświadczyny przyjmuje. Matka Tessy sugeruje jej, by nigdy nie przyznała się mężowi do swojej przeszłości. W miarę zbliżania się dnia ślubu narzeczona ma jednak coraz większe wątpliwości. Pewnego dnia Angel i Tessa spotykają na drodze mężczyznę, który znał dziewczynę wcześniej i wygłasza na jej widok niewybredny komentarz, przez co narzeczony wpada w gniew. Tessa chce wyznać prawdę o swoim życiu w liście, jednak Angel nie znajduje koperty ukrytej pod drzwiami jego pokoju, toteż dziewczyna, w nagłym strachu, niszczy ją. 
Po ślubie małżonkowie wyjeżdżają do dawnej posiadłości d’Urberville’ów, wynajętej przez Clare’a na kilka dni. Tam mężczyzna wręcza Tessie drogie kamienie należące do jego matki chrzestnej, a przeznaczone przez nią dla przyszłej żony Angela. Następnie przyznaje żonie, że wdał się swojego czasu w krótkotrwały romans. Przekonana, iż w takich okolicznościach Angel tym bardziej przebaczy jej nieślubne dziecko, Tessa opowiada mu całą swoją historię. 

### Okres VKobieta płaci
Po wysłuchaniu opowieści Tessy Angel odtrąca młodą żonę. Oznajmia, że idealna dziewczyna, w której się zakochał, już nie istnieje. Oznajmia, iż ma zamiar wyjechać, ona zaś zgadza się wrócić do domu rodziców, traktując to jako sprawiedliwą karę. Angel obiecuje jej zastanowić się nad ich wspólną przyszłością i powrócić do niej wtedy, gdy będzie już w stanie zaakceptować to, co usłyszał. Przekazuje też żonie niewielką sumę pieniędzy i poleca zwracać się do jego rodziców, gdyby potrzebowała więcej, zabrania natomiast poszukiwać jego samego. Na drodze do stacji samotnie podróżujący Angel spotyka zakochaną w nim niegdyś Izę i w chwilowym porywie proponuje jej wspólny wyjazd do Brazylii. Dziewczyna oznajmia jednak, że nie potrafi kochać go tak bardzo, jak Tessa. 
W domu rodziców Tessa przekonuje się, że rodzina przyzwyczaiła się już do jej nieobecności. Udając, że w jej małżeństwie wszystko dobrze się układa, przekazuje matce połowę pieniędzy od męża i opuszcza dom w poszukiwaniu nowej pracy. Zatrudnia się jako robotnica na farmie. Gdy jej sytuacja finansowa staje się bardzo trudna, postanawia odwiedzić rodzinę teściów, jak sugerował jej Angel. Słysząc jednak nieprzychylne komentarze braci Angela dotyczące jego małżeństwa, nie ma odwagi wejść do domu pastora Clare’a. W drodze powrotnej przypadkowo trafia na spotkanie z wędrownym kaznodzieją metodystycznym, którym ku jej zdumieniu okazuje się Alec d’Urberville. 

### Okres VINawrócony
Alec d’Urberville oznajmia, że nawrócił się i zmienił swoje życie pod wpływem pastora Clare’a. Prosi Tessę, by nigdy więcej go nie kusiła. Po pewnym czasie mężczyzna pojawia się jednak na farmie, gdzie pracuje główna bohaterka, i prosi ją o rękę – w ten sposób chciałby zadośćuczynić za zło, którego niegdyś się wobec niej dopuścił. Tessa oznajmia, że jest już mężatką. Alec nie rezygnuje jednak, powraca ponownie, stwierdza, że za sprawą ponownego spotkania z Tessą porzucił zajęcie kaznodziei i pragnie znowu być z nią. Zaniepokojona zalotami d’Urberville’a, Tessa pisze rozpaczliwy list do męża, w którym prosi o powrót i uchronienie jej od grożącego jej niebezpieczeństwa. Wkrótce potem dowiaduje się od siostry o chorobie matki i przybywa do rodzinnego domu. Tam okazuje się, że stan matki uległ znacznej poprawie, za to John Durbeyfield nieoczekiwanie umiera. 
Po śmierci ojca rodziny, dzierżawcy domu i gospodarstwa, Durbeyfieldowie muszą opuścić wieś, w której dotąd mieszkali. Ponownie z pomocą ofiarowuje się Alec, jednak Tessa nie chce zgodzić się na zamieszkanie w dworze, który odziedziczył po śmierci matki. Tessa dochodzi równocześnie do wniosku, że została potraktowana przez męża niesprawiedliwie i okrutnie. Wysyła do niego kolejny list, w którym oznajmia, że chce już o nim tylko zapomnieć. Rodzina udaje się do Kingsbere, gdzie planuje wynająć mieszkanie, jednak okazuje się, że w mieście nie ma żadnych wolnych pokoi i Durbeyfieldowie muszą spędzić noc w ruinach klasztoru, który był niegdyś miejscem pochówków rodu d’Urberville. 
W tym samym czasie Angel, który wbrew swoim nadziejom nie zdobył w Brazylii majątku, pod wpływem rozmowy z przypadkowym towarzyszem podróży dochodzi do wniosku, że niesłusznie odtrącił żonę. Postanawia wrócić do Anglii i pogodzić się z Tessą.

### Okres VIISpełnienie

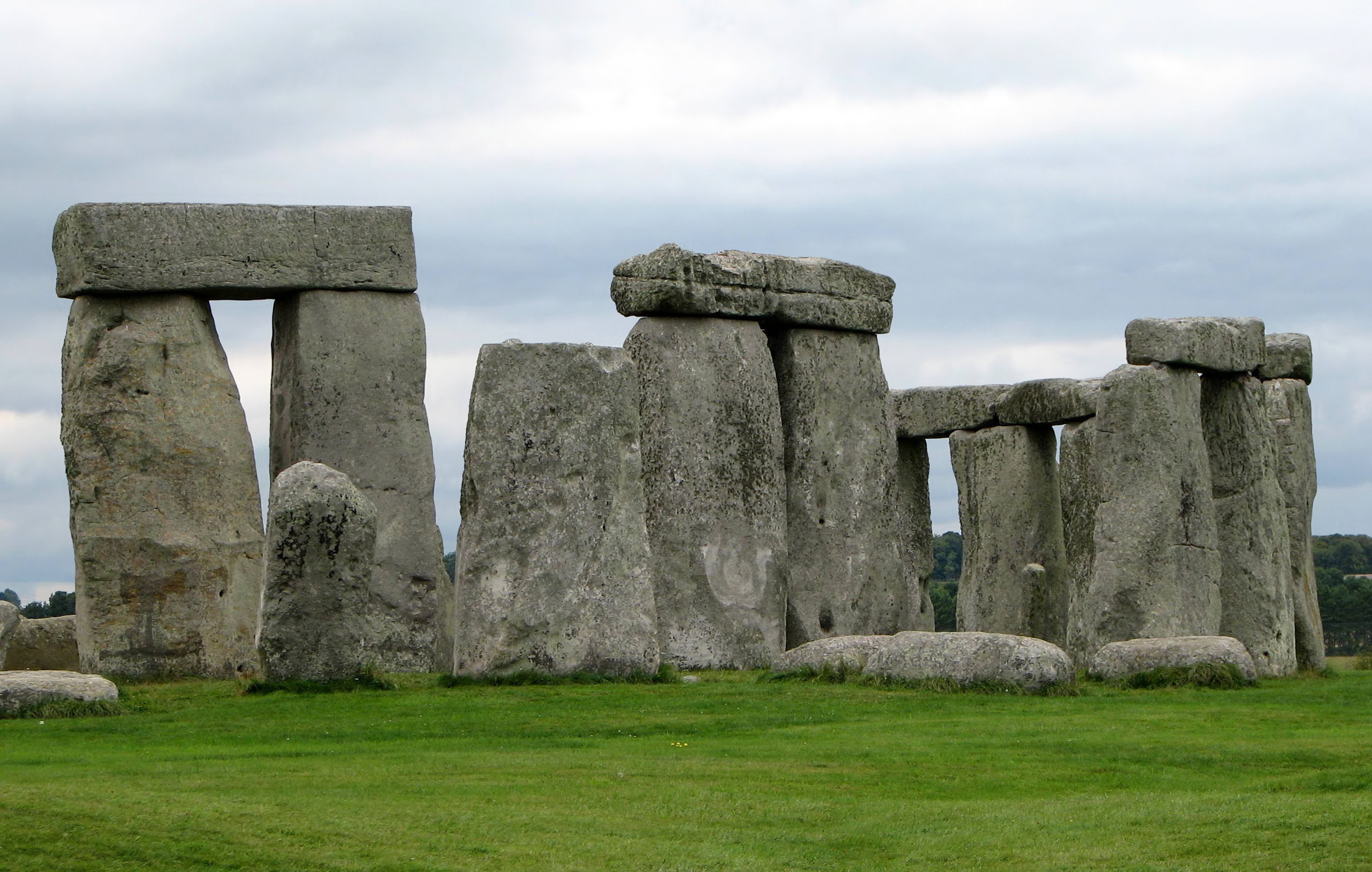
Stonehenge. W miejscu tym rozgrywa się akcja przedostatniego rozdziału utworu. Tessa zasypia wówczas na kamieniu, który według niej pełnił funkcję pogańskiego ołtarza, a po przebudzeniu zostaje ujęta przez policję

Po powrocie do Anglii Angel odnajduje matkę Tessy, która informuje go, że córka znajduje się w modnej nadmorskiej miejscowości Sandbourne. Tam mężczyzna znajduje swoją żonę, lecz Tessa z goryczą przyznaje, że wrócił za późno: zgodziła się już zostać kochanką Aleca d’Urberville, przekonana przez niego, że jej mąż nigdy się z nią nie pogodzi. Angel odchodzi, zaś Tessa w eleganckim pensjonacie, gdzie zamieszkała jako pani d’Urberville, zaczyna lamentować nad swoim życiem. Właścicielka pensjonatu, zaintrygowana postacią Angela, podsłuchuje rozmowę między Tessą i jej rzekomym mężem, następnie widzi kobietę wybiegającą z budynku, wreszcie zauważa na suficie niższego piętra plamę krwi i odkrywa zwłoki Aleca.
Tessa dogania Angela, odchodzącego z Sandbourne, i oznajmia mu, że zabiła mężczyznę, który zniszczył życie ich obojga. Nie dowierzając w słowa żony, Angel wybacza jej. Oboje bez celu wędrują dalej, planując uciec z kraju, gdy tylko policja zaprzestanie poszukiwań zabójczyni pana d’Urberville. Przez kilka dni żyją w opuszczonej willi, całkowicie szczęśliwi. Następnie zatrzymują się, dla odpoczynku, w Stonehenge. Tessa przed zaśnięciem prosi Angela, by ożenił się z jej młodszą siostrą Lizą-Lu po jej śmierci. Następnego dnia zbiegowie zostają otoczeni przez policję. Tessa spokojnie pozwala się aresztować, wyrażając radość, że nie będzie żyła tak długo, by Angel znowu zaczął nią pogardzać. W finałowej scenie utworu Angel Clare i Liza-Lu obserwują zamek Wincencester (Winchester) w momencie wciągnięcia na wieżę czarnej flagi – oznacza ona, że w twierdzy właśnie odbyła się egzekucja Tessy, skazanej na śmierć za morderstwo.

## Cechy utworu

### Problematyka dzieła
Centralnym tematem powieści jest zagadnienie natury dobra i zła, pojęcia grzechu, społecznych i religijnych uwarunkowań działań człowieka, wolności jednostki i odpowiedzialności za popełnione czyny. Główny wątek dzieła jest co prawda najściślej związany z etyką seksualną, w szczególności z wiktoriańskim modelem zachowań człowieka w tym zakresie, jednak problem postawiony przez autora wykracza poza kwestię oceny moralnej bohaterki.
Tessa d’Urberville może być rozpatrywana także jako powieść o alienacji jednostki w zmieniającym się, coraz bardziej zatomizowanym społeczeństwie. Upadek tradycyjnych wiejskich wspólnot powieść ukazuje na przykładzie Marlott, rodzinnej miejscowości głównej bohaterki. W początkowej części utworu (sceny święta wiosennego czy wspólnego picia) mieszkańcy wsi stanowią zwartą społeczność. Dla Tessy powrót do wsi po tragicznych doświadczeniach w dworze pani d’Urberville jest wyborem naturalnym, co więcej, nawet jako osoba moralnie oceniania nisko przez społeczność, nie musi być z niej wykluczona (o czym świadczy jej udział w żniwach razem z innymi kobietami). Na wieś dociera jednak postęp techniczny i zmiany w organizacji pracy. W kolejnych latach miejsce stałej grupy mieszkańców zajmują grupy pracowników najemnych, co roku zarabiających na życie w innym gospodarstwie. Do całkowitej alienacji dochodzi natomiast w miastach – taki los spotyka matkę Tessy, która po wyprowadzce ze wsi osiada w miasteczku Shaston, jak również samą Tessę w pensjonacie w Sandbourne. W tej interpretacji zabójstwo, jakiego dopuszcza się główna bohaterka, może być ujmowane jako jej skazany na klęskę protest przeciwko rozpadowi tradycyjnych form życia, zaś aresztowanie jej na terenie wielowiekowego Stonehenge staje się symbolem końca dawnego funkcjonowania człowieka w harmonii z otoczeniem i naturą.

### Interpretacja pojęcia czystości
Podtytuł dzieła, Historia kobiety czystej, w zamyśle autora odgrywa prowokacyjną rolę. Sugeruje bowiem, że główna bohaterka, której czyny są nie do przyjęcia w świetle etyki seksualnej swojej epoki, jest w rzeczywistości osobą o nienagannej moralności. Zdaniem Hardy’ego o czystości (bądź nie) Tessy decyduje zgodność jej działań z prawem natury. Charakteryzując bohaterkę, narrator powieści wielokrotnie ukazuje ją na tle przyrody Wessex, podkreślając tym samym naturalność, równoznaczną z czystością, tej postaci. Ile razy Tessa działa zgodnie ze swoim instynktem, dotąd zachowuje czystość. Działaniem takim jest np. poszukiwanie partnera czy narodzenie dziecka. 
Takie ujęcie zagadnienia czystości kobiety prowadzi do nietypowego w literaturze epoki ujęcia postaci męskich – Aleca d’Urberville i Angela Clare. Jedynie z pozoru pierwszy jest cynicznym uwodzicielem, drugi zaś – szlachetnym i bezinteresownym intelektualistą. Narrator podkreśla, że dążąc do zdobycia Tessy, Alec, chociaż niewątpliwie kierował się egoistycznymi pobudkami, pozostawał w zgodzie z naturą. Angel natomiast okazuje się człowiekiem oderwanym od rzeczywistości. Nie jest zdolny do prawdziwej miłości, gdyż obdarzył uczuciem jedynie wyidealizowany obraz Tessy, gdy zaś poznał historię jej życia, zareagował wbrew deklarowanym humanistycznym ideałom. W porównaniu z nim Alec d’Urberville nie jest postacią całkowicie negatywną, a jedynie uosobieniem naturalnych instynktów i dążeń człowieka ze wszystkimi jego słabościami. On odpowiada za wykorzystanie osamotnienia i bezbronności bohaterki, ale również on potrafi krytycznie spojrzeć na własne życie, zaopiekować się Tessą, gdy jej rodzina straciła dach na głową, zapewnić jej utrzymanie.

### Krytyka moralności wiktoriańskiej
Powieść Hardy’ego w krytyczny sposób odnosi się do wiktoriańskiego modelu postępowania i ideałów osobowych, jak również do konserwatywnego i wąsko pojmowanego chrześcijaństwa, które jest jego źródłem. Prezentując postacie duchownych anglikańskich, reprezentujących różne prądy tego wyznania – ojca i dwóch braci Angela Clare – utwór negatywnie ocenia zarówno surową etykę ojca bohatera, opartą na tekstach św. Pawła, jak i poglądy jego dwóch starszych synów, z których jeden jest zwolennikiem kościelnej hierarchii, drugi zaś zajmuje się teologią naukowo. 
Krytyka moralności wiktoriańskiej zawarta jest także w postaci Angela. Bohater ten jawi się Tessie jako bezinteresowny i szlachetny altruista i idealista, gotowy do zachowywania w życiu swoich ideałów nawet za cenę rezygnacji z możliwych korzyści finansowych i statusu społecznego pastora. Prawda o Angelu ujawnia się w momencie, gdy poznaje on przeszłość swojej żony: okazuje się wówczas, że w rzeczywistości mężczyzna w pełni hołdował wpojonej mu w dzieciństwie tradycyjnej etyce. Angel nie tylko nie potrafi rzetelnie i bez uprzedzeń zastanowić się nad przyszłością swojego związku z Tessą, ale i obca jest mu refleksja nad rolą kobiety oraz dysproporcją w wymaganiach stawianych kobietom i mężczyznom przez społeczeństwo. Zakorzenione w świadomości Angela Clare poglądy utrudniają mu zresztą relacje także z innymi osobami, prowadząc do głębokiej frustracji. Akcentując rolę wychowania w ukształtowaniu takiego, a nie innego pojmowania świata przez bohatera, utwór nie pozostawia wątpliwości, że nie może on być automatycznie zwolniony z odpowiedzialnością za krzywdę, jaką wyrządził Tessie. Co więcej, Angel nie jest zdolny do przewartościowania swoich przekonań nawet w obliczu kolejnych dramatycznych doświadczeń. Gdy decyduje się na powrót do Anglii, nie zastanawia się nawet, czy naprawdę uszczęśliwi żonę, zjawiając się przed nią po długiej nieobecności, gdy zdołała już względnie ułożyć sobie życie bez niego. Także w scenie finałowej, gdy towarzyszy mu nowa narzeczona, młodsza siostra Tessy, widoczne jest, że stosunek Angela do kobiet nie zmienił się. Doświadczenie poprzedniego związku niczego go nie nauczyło – Lizę-Lu, podobnie jak wcześniej Tessę, postrzega jako wcielenie swojego prywatnego, nieosiągalnego w istocie ideału kobiecości. 
Odrzuciwszy wiktoriańską etykę, powieść stanowi wezwanie do empatii i współczucia wobec drugiej osoby, zrozumienia motywów działania innych ludzi, otwarcia się na ich potrzeby, uszanowania godności każdego człowieka. Drobiazgowe obserwacje zachowania Tessy w każdej sytuacji, analizy jej stanu duchowego mają doprowadzić czytelnika do głębokiego przejęcia się jej losem.

### Rola przeznaczenia i przypadku
Tessa d’Urberville, chociaż w pierwszym rzędzie przedstawia historię jednej postaci w określonej epoce, nosi równocześnie wyraźne cechy uniwersalnej legendy poruszającej temat ludzkiego przeznaczenia. Początkowa scena, w której John Durbeyfield dowiaduje się o swoich znakomitych dalekich przodkach skłania do refleksji nad losem indywidualności i całych grup, jak również wprowadza wątek dziedzicznego obciążenia rodziny Tessy. Fatum ciążące nad życiem bohaterki jest podkreślane poprzez aluzje do historii jej rodu: gwałt dokonany na niej przez Aleca d’Urberville porównany jest z podobnymi krzywdami, jakie rycerze d’Urberville wyrządzali niegdyś przypadkowym wieśniaczkom, po wyprowadzce z Marlott Durbeyfieldowie znajdują tymczasowy przytułek jedynie w starych grobowcach swoich antenatów. 
Znaczącą rolę w utworze odgrywają także sytuacje przypadkowe, losowe, których konsekwencje okazują się następnie doniosłe, np. wypadek, w którym ginie koń Durbeyfieldów, czy moment, w którym Angel przed ślubem nie znajduje listu Tessy zawierającego prawdę o jej przeszłości. Taka kompozycja tekstu odpowiada poglądowi autora, iż w życiu człowieka, które stanowi jedynie nikłą część całego wszechświata, trudno dopatrywać się logiki. W rezultacie bohaterka powieści jest osobą bierną: Tessa godzi się z działaniami innych ludzi lub z losem, buntując się dopiero w sytuacji, która przerasta jej siły, w sposób rozpaczliwy i nieuchronnie prowadzący do katastrofy. 

### Realizm i symbolizm powieści
W zakresie konstrukcji świata przedstawionego powieść utrzymuje tradycyjne formy prozy angielskiej, w tym narrację trzecioosobową i chronologiczny układ wydarzeń, jak również stałą koncentrację uwagi na głównej bohaterce. Dzieło zachowuje realizm fabuły, jednak szereg opisywanych detali przyjmuje równocześnie znaczenie symboliczne. Wyrazem tego jest konsekwentne wprowadzanie w otoczenie Tessy przedmiotów koloru czerwonego, jasno odwołujących się do krwi, nieszczęścia i śmierci. Cała kompozycja dzieła nabiera cech symbolicznych poprzez konstrukcję postaci Aleca i Angela oraz ich wpływu na losy głównej bohaterki.